# サロメの悲劇

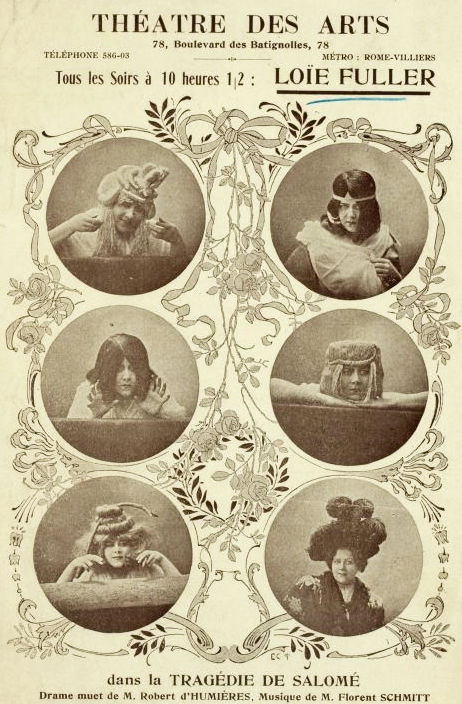
初演時のプログラムの表紙

『サロメの悲劇』（サロメのひげき、仏:  Tragédie de Salomé ）は、ロベール・デュミエール（Robert d'Humières）の詩に基づく2幕7場の黙劇（drame muet）、およびフローラン・シュミットが黙劇のために作曲した付随音楽で、イーゴリ・ストラヴィンスキーに献呈された。バレエ・リュス（ロシア・バレエ団）によってバレエ化され、音楽は管弦楽組曲として単独でも演奏される。

## 概要

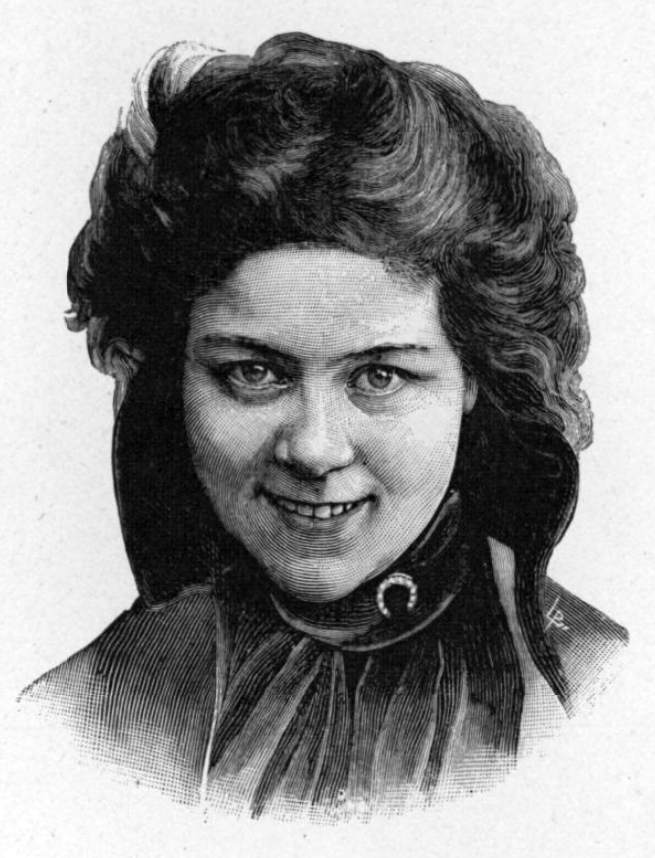
初演でサロメを踊ったロイ・フラー

黙劇『サロメの悲劇』は1907年11月にパリのテアトル・デザール（Théâtre des Arts）において、モダンダンスの先駆者の一人ロイ・フラー（Loie Fuller,1862年 - 1928年）主演、フローラン・シュミットの音楽、デジレ＝エミール・アンゲルブレシュト指揮により初演された。
同年にパリ初演が行われたリヒャルト・シュトラウスの楽劇『サロメ』はオスカー・ワイルドの戯曲に基づいているが、デュミエールによる本作は『新約聖書』の「サロメ」や『旧約聖書』の「ソドムとゴモラ」のエピソードが取り混ぜられ、神の怒りによる天変地異で幕を閉じる。
黙劇の付随音楽としての本作品は、20名の小オーケストラのために書かれていたが、その後、バレエ・リュスの主宰者セルゲイ・ディアギレフの提案により、大編成のバレエ音楽に編曲された。
バレエ・リュスではミハイル・フォーキンが去った後、ヴァーツラフ・ニジンスキーが振付を担当するようになっていたが、『遊戯』、『春の祭典』の振付で手一杯のニジンスキーが『サロメの悲劇』も手がけることは物理的に不可能であると判断したディアギレフは、フォーキンの生徒であった若いボリス・ロマノフをモスクワから招き、『サロメの悲劇』の振付を担当させた。
バレエ版は、『春の祭典』初演の2週間後、1913年6月12日にシャンゼリゼ劇場におけるバレエ・リュスのパリ公演で、タマーラ・カルサヴィナ主演、ピエール・モントゥーの指揮、セルゲイ・スデイキン（Serge Sudeikin）によるビアズレー風デザインの美術・衣裳によって初演された。
ロマノフの振付はヘロデ、ヘロディア、ヨカナーンといった主要人物は登場せず、ほぼサロメ役であるカルサヴィナの独り舞台という実験的なものであり、観客の評判は芳しくなかった。

## 管弦楽組曲
管弦楽組曲は以下の5曲で構成され、演奏時間は約15分。「序曲」と「真珠の踊り」が第1部、それ以降が第2部とされる。
1. 序曲
2. 真珠の踊り
3. 海上の誘惑
4. 稲妻の踊り
5. 恐怖の踊り

管弦楽組曲は1911年1月、ガブリエル・ピエルネ指揮コンセール・コロンヌによって初演された。